# إدوين كمبل
إدوين كمبل (بالإنجليزية: Edwin C. Kemble)‏ (و. 1889 – 1984 م) هو فيزيائي، وأستاذ جامعي من الولايات المتحدة الأمريكية . ولد في ديلاوير (أوهايو) .
وكان عضواً في الأكاديمية الوطنية للعلوم، والأكاديمية الأمريكية للفنون والعلوم .

## التعليم
تعلم في جامعة هارفارد، وجامعة كارنيجي ميلون، وجامعة أوهايو وسلين، وجامعة كيس وسترن ريسرف

## مناصب وهيئات
أدار جامعة هارفارد.

## جوائز
حصل على جوائز منها:
- قلادة أورستد  [لغات أخرى]‏ (1970)
- زمالة غوغنهايم.